# Елагина, Елизавета Кирилловна
Елизавета Кирилловна Елагина (7 мая 1996, Одинцово, Московская область) — российская футболистка, игрок в пляжный футбол, полузащитник. В настоящее время является тренером ЖФК "Локомотив" U-15 (г. Москва).

## Биография
Воспитанница спортивной школы «Арион» (Московская область), первый тренер — Сергей Геннадьевич Померко. В составе сборной Московской области победитель Спартакиады молодёжи России (2015),  призёр и победитель первенств России по футболу в разных возрастах.

## Клубная карьера

### ФК Россиянка
Выступала за дублирующие составы клубов высшей лиги «Зоркий» и «Россиянка», призёр первенства России среди дублирующих составов. В 2015 году, совместно с дублирующим составом ФК "Россиянка", стала победителем Первенства России среди дублирующих составов команд Высшей лиги. 

### ЖФК Спарта-Свиблово
На взрослом уровне выступала в командах «Одинцово» и «Спарта-Свиблово» (Москва). В составе «Спарты» победитель первого дивизиона России (2017) и второго дивизиона (2018). Принимала участие в играх чемпионата России по пляжному футболу.

### ЖФК Рязань-ВДВ
В начале 2019 года перешла в клуб высшей лиги «Рязань-ВДВ».  Дебютный матч на высшем уровне сыграла 20 апреля 2019 года против «Енисея», заменив на 91-й минуте Кристину Машкову. В составе рязанского клуба стала финалисткой Кубка России по футболу среди женщин и участницей Лиги чемпионов УЕФА (2019г).

## Национальная сборная
В составе молодежной сборной России дебютировала в марте 2014 года в товарищеском матче против Белоруссии. В составе сборной провела 3 официальных матча, в рамках отборочного раунда Чемпионата Европы. Победительница турнира "Кубанская весна" (2014).

## Тренерская карьера
В 2016г. окончила  "Училище Олимпийского резерва #2" (г. Звенигород) с красным диплом, позже получила высшее физкультурное образование. С 2016 года начала тренерскую деятельность в Москве детским тренером (ФШ «Юниор»).  В 2017 году входила в тренерский состав студенческой команды ИТиГ (филиал РГУТиС) соревнований по Футболу в программе XXX МССИ, с которой заняла 2 место.

### ЦФП Кировец-Восхождение
В 2022 году начала работу ЦФП Кировец-Восхождение главным тренером женского отделения. Первый турнир Первенство Санкт-Петербурга среди команд девушек сезона 2022-2023 (мини-футбол (футзал)) Девушки 2009-2010 годов рождения.

### Академия ФК Локомотив
С 2023 года тренер академии ФК Локомотив. С командой Локомотив 2008 г.р. (дев.). стала победителем Зимнего Первенства Москвы среди команд девочек 2008/2009 г.р.
В первенстве России 2023 года ЮФЛ (девушки до 16 лет) с командой Локомотив (ЮФЛ-девушки) дошли до 1\4 финала, уступив команде УОР №5-Мастер-Сатурн.